# Trisztán
A Trisztán kelta eredetű férfinév, eredeti alakja Drystan, aminek a jelentése zűrzavar, lárma. A Tristan forma a francia triste (szomorú) szó hatására alakult ki. Női párja: Triszta

## Rokon nevek
- Terestyén:[1] a Trisztán régi magyar formája.[3]

## Gyakorisága
Az 1990-es években a Trisztán és a Terestyén szórványos név, a 2000-es években nem szerepelnek a 100 leggyakoribb férfinév között.

## Névnapok
Trisztán, Terestyén
- február 7.[2]
- november 28.[2]

## Híres Trisztánok, Terestyének
- Tristan Tzara román származású francia költő
- Tristan Tate amerikai-brit internetes személyiség, korábbi profi kick-boxoló
- Trisztán, a kelta legenda nyomán készült Wagner-opera és több színdarab főhőse, Izolda szerelmese
- Tristan Thompson kosárlabda-játékos (NBA)
- Chiaromontei Trisztán copertinói gróf, Aragóniai Beatrix magyar királyné anyai nagyapja